# Baden (Autriche)
Pour les articles homonymes, voir Baden.
Baden (« les Bains » en français), également Baden bei Wien, est une ville autrichienne située dans le Land de Basse-Autriche, au sud de Vienne. Elle est le chef-lieu du district de Baden. 
Une station thermale réputée, Baden est bien connue comme Biedermeierstadt et Kaiserstadt. L'UNESCO a inscrit son centre historique le 24 juillet 2021 sur la liste du patrimoine mondial dans le bien transfrontalier « Grandes villes d'eaux d'Europe ».

## Géographie

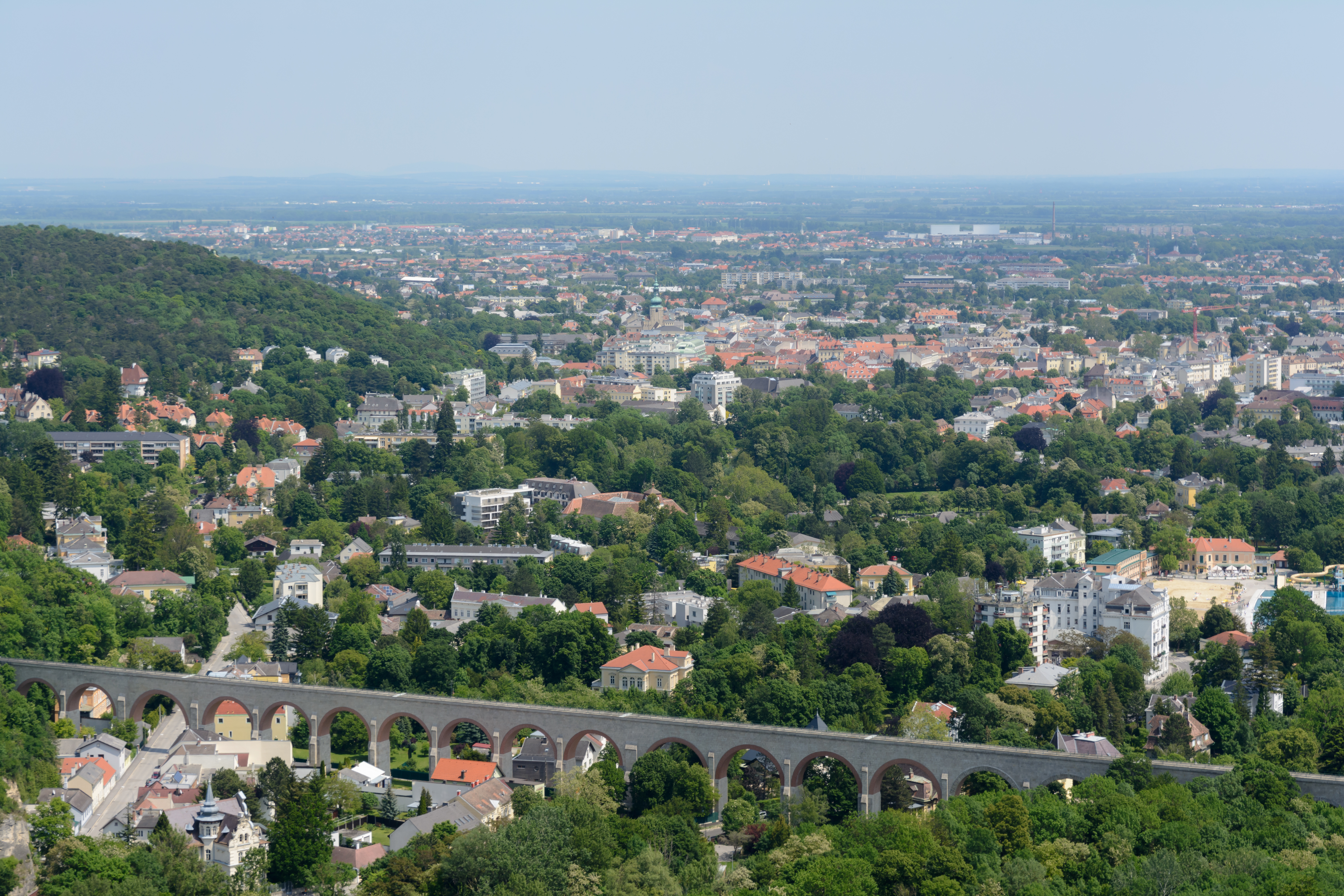
Vue sur la ville.

Le centre-ville de Baden se situe à 26 km au Sud-Ouest de celui de Vienne (à vol d'oiseau), à 8,5 km au Sud de celui d'Hinterbrühl, et à 22 km au Nord de celui de Wiener-Neustadt. Son altitude est de 280 mètres. À son Ouest et au Nord se trouvent les hauteurs du Wienerwald à Alland et à Heiligenkreuz (d'environ 560 m), à son Est et au Sud le bassin de Vienne, une vaste plaine humainement occupée.  

### Quartiers
La commune de Baden se compose de sept quartiers (communes cadastrales) : Baden, Braiten, Gamingerhof, Leesdorf, Mitterberg, Rauhenstein et Weikersdorf.

### Transports
Baden est relié aux chemins de fer du sud (Südbahn), y compris la ligne S9 de la S-Bahn de Vienne, à la gare de Baden, ainsi qu'avec la ligne de train léger viennois (tram-train) à Vienne. Elle est également accessible par l'autoroute A2 (Süd Autobahn). 

## Histoire
Plusieurs découvertes témoignent de la présence des Celtes dans la région. Les sources sulfureuses de Baden sont connues depuis l'époque romaine, indiquées dans l’Itinéraire d'Antonin. Sous le règne de l'empereur Claude (41 à 54 ap. J.C.), la cité fut nommée Aquae (qui signifie « les Bains » en latin) en raison de ses sources thermales. Elle est citée en 869 sous le nom de Padun, c'est-à-dire Baden en vieux haut-allemand.

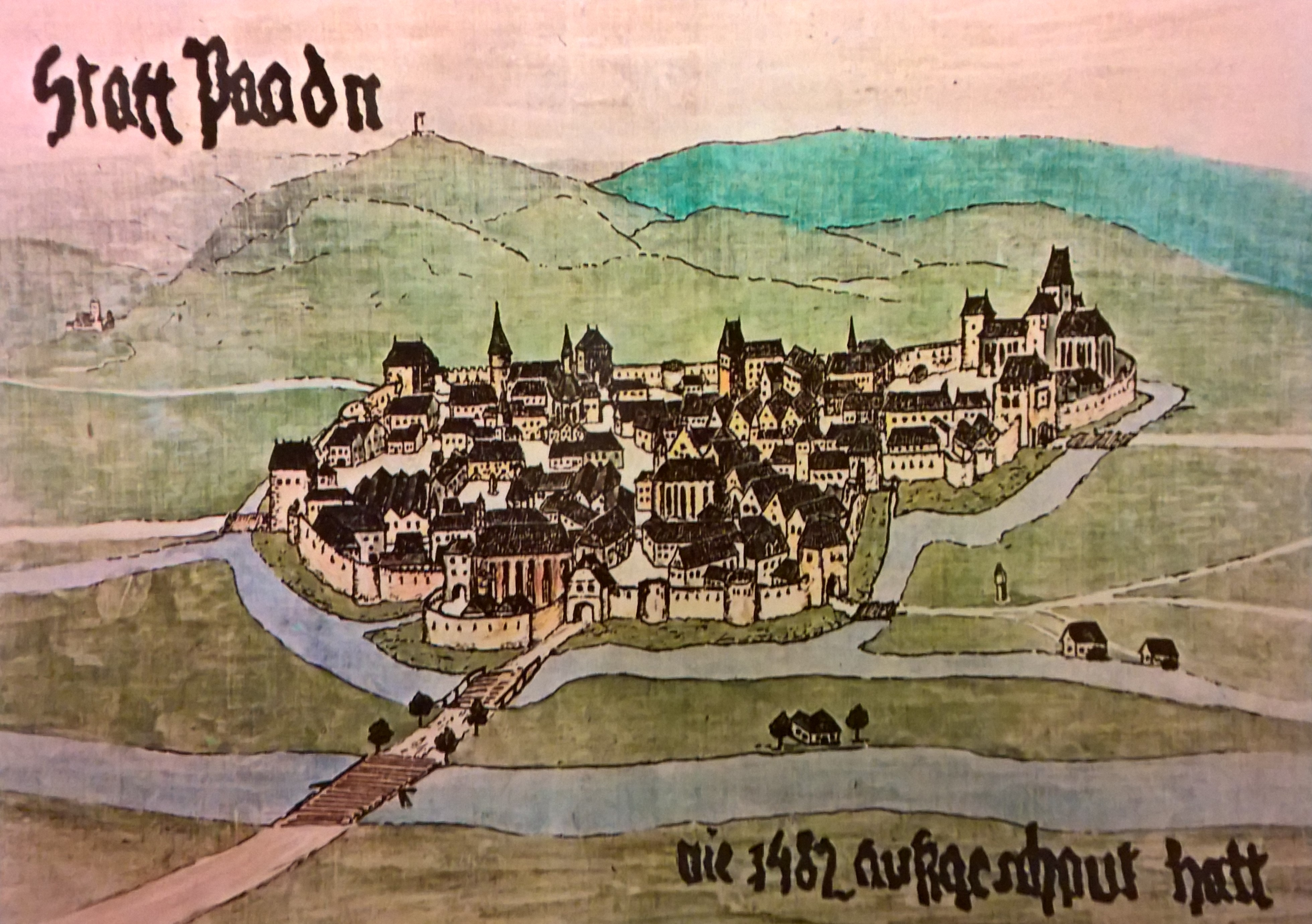
Illustration de Baden (1482).

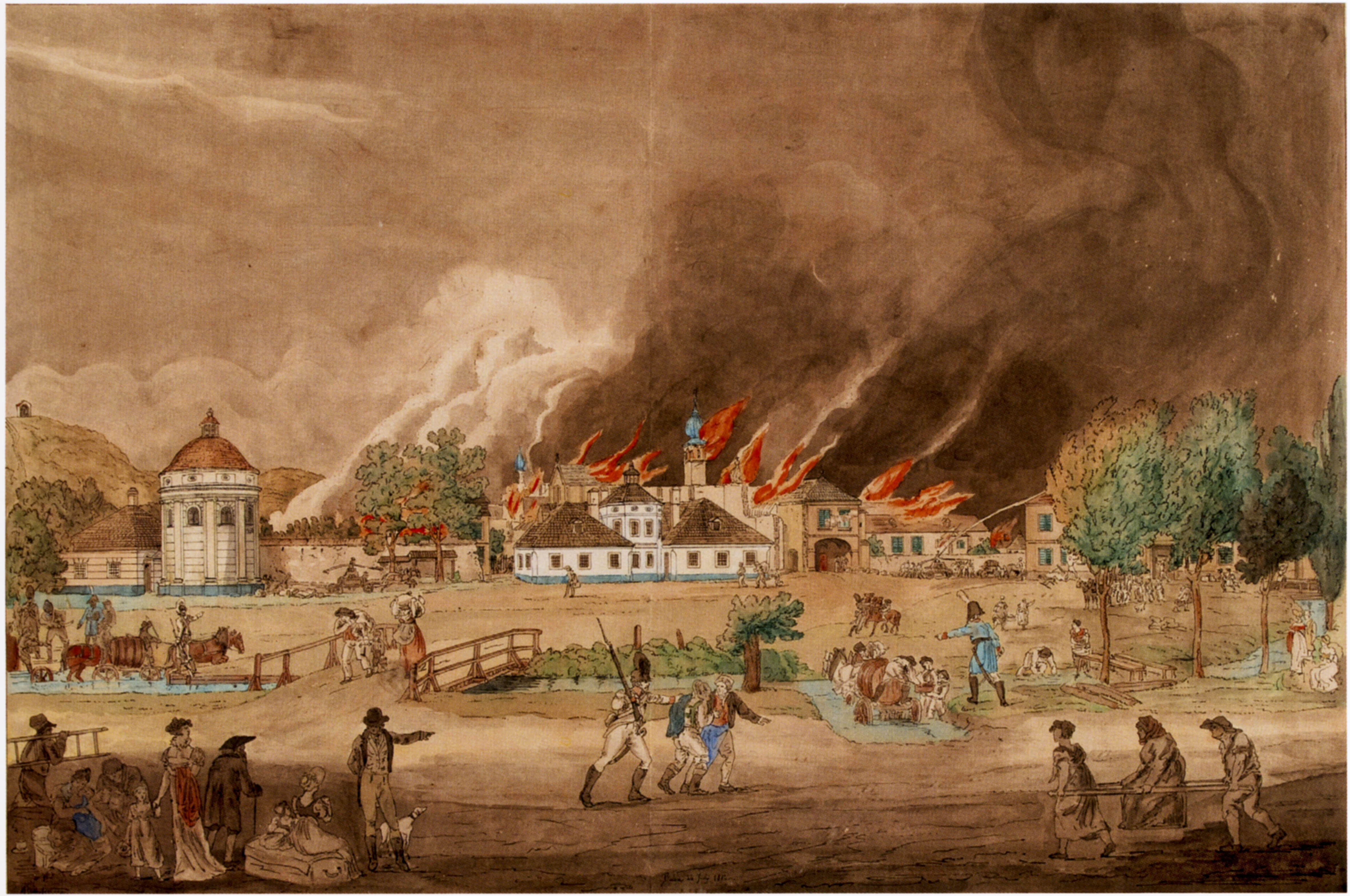
L'incendie de 1812.

Faisant partie de l'archiduché d'Autriche sous le règne des Habsbourg, Baden obtint le droit de cité en 1480. La reine Béatrice de Hongrie, l'épouse de Matthias Corvin, vint y prendre les eaux en 1488 pour soigner sa stérilité. Les invasions ottomanes, qui détruisirent Baden pendant le siège de Vienne de 1529 et le second siège en 1683, les troubles liés à la Réforme protestante et aux mesures de la Contre-Réforme, une large épidémie de peste en 1713 et un grand incendie en 1714 furent des événements marquants dans l'histoire de la ville. 
Le motet Ave verum corpus composé par Wolfgang Amadeus Mozart (dont la femme Constance faisait régulièrement des cures quand elle était enceinte, surtout en 1791) pour la fête de Corpus Cristi a été terminé à Baden le 18 juin 1791. De 1796 à 1834, l'empereur François Ier passa chaque été à Baden, élevant la ville au rang de résidence d'été. À la suite du grand incendie de 1812, la ville fut rebâtie dans le style Biedermeier, suivant les plans de l'architecte Joseph Kornhäusel (1782-1860). Pendant sa villégiature en 1823, Ludwig van Beethoven y a composé une grande partie de sa Symphonie no 9. La commune de Baden atteignit sa superficie actuelle à la suite de l'incorporation de Leesdorf et de Gutenbrunn en 1850, puis de Weikersdorf en 1912.
Durant la Première Guerre mondiale, le haut commandement militaire (Armeeoberkommando) des forces austro-hongroises, y compris la Marine de guerre impériale et royale, fut transféré en 1916 de Teschen en Silésie à Baden, où il resta jusqu'à la fin du conflit. En conséquence, l'empereur Charles qui, contrairement à son prédécesseur François-Joseph, assumait personnellement le commandement de l'armée, séjourna souvent à Baden de jusqu'à 1918.
Dans l'entre-deux-guerres, à la suite de l'ouverture du casino en 1934, Baden devint la station thermale la plus importante de la république d'Autriche. Au cours de la « nuit de Cristal » en novembre 1938, l'intérieur de la synagogue a été dévasté et le bâtiment fut confisqué  pour son utilisation par le Secours populaire national-socialiste (NSV). Vers la fin de la Seconde Guerre mondiale, la ville a été sérieusement endommagée lors d'un bombardement du 2 avril 1945. Peu après, Baden devint le quartier général des forces d'occupation soviétiques en Autriche. 
La rénovation complète des infrastructures de la commune, à partir de 1965, permit à Baden de redevenir une des plus importantes stations thermales et destinations touristiques du pays.

## Population
La population de Baden, après une forte augmentation qui doubla le nombre d'habitants entre 1869 et 1910, est stable depuis près de cent ans. Il n'y eut de réelle perte que durant la Seconde Guerre mondiale, suivie d'une hausse légère et continue qui ramena le nombre d'habitants à son niveau d'avant-guerre. Depuis 1991, la légère croissance de la population est due au solde de l'immigration (+8,8 %), alors que la balance des naissances est négative (-4,4 %).

## Religion

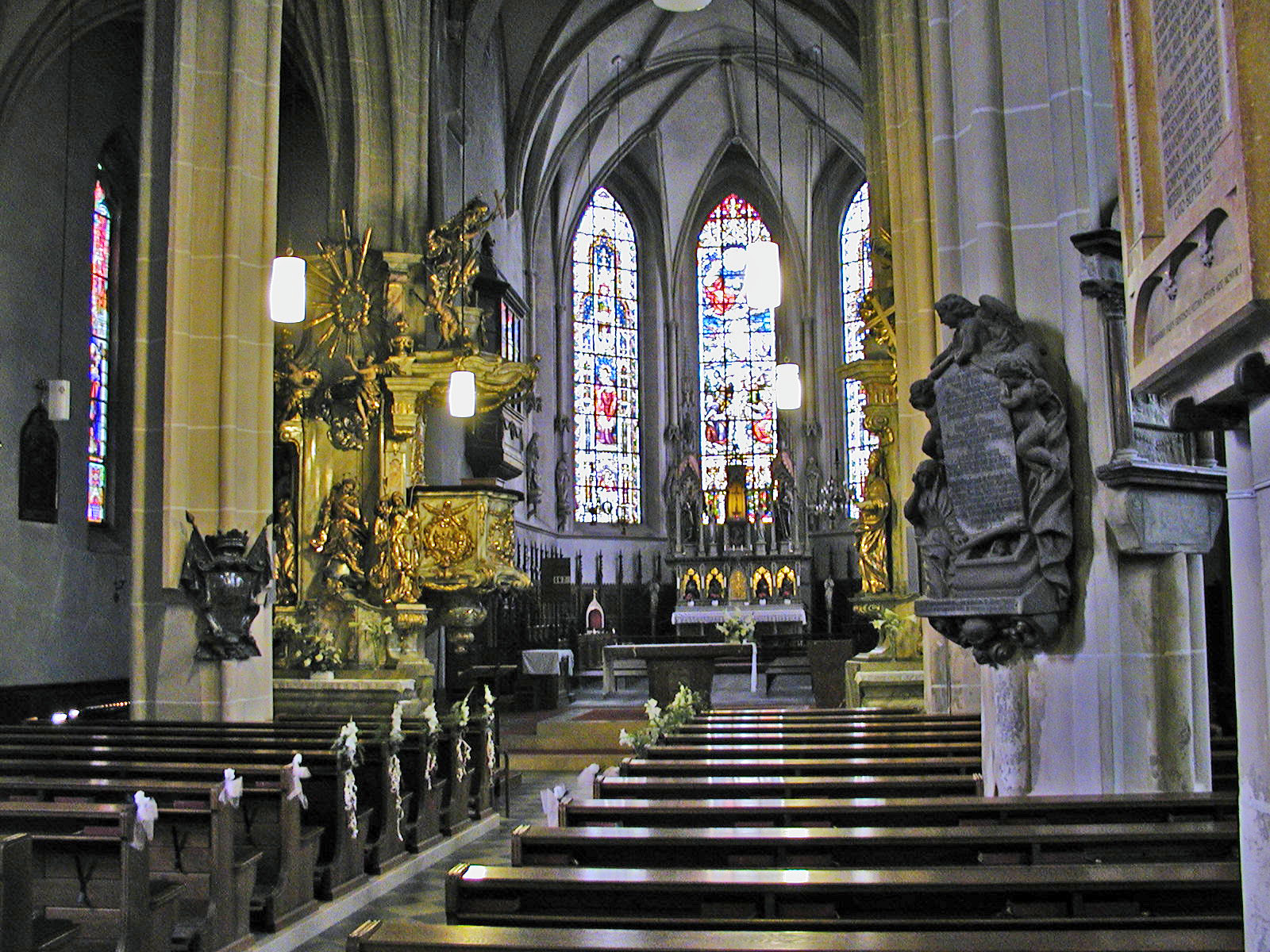
Intérieur de l'église Saint-Étienne.

Les habitants de Baden sont en majorité catholiques (62,7 %), et l'église la plus importante de la ville est l'église Saint-Étienne. Les Protestants sont 8,3 %, les Musulmans 4,0 % et les Orthodoxes 3,6 %.
La petite communauté juive (0,1 %) s'est investie pour la rénovation de la synagogue de Baden, qui date de 1873. À la suite de cette rénovation, la synagogue fut inaugurée en 2005. Elle est aujourd'hui, avec le Stadttempel de Vienne, la seule synagogue d'Autriche datant d'avant 1945 à être encore un lieu de culte.

## Politique

### Élections municipales de 2020
| Partis             | Partis                                                 | Voix   | %     | +/-  | Conseillers | +/-           |
| ------------------ | ------------------------------------------------------ | ------ | ----- | ---- | ----------- | ------------- |
|                    | Parti populaire autrichien (ÖVP)                       | 5 163  | 41,59 | 5,45 | 18          | 3             |
|                    | Les Verts - L'Alternative verte (Grünen)               | 2 360  | 19,01 | 6,11 | 8           | 3             |
|                    | Nous Badenais - Liste citoyenne Jowi Trenner           | 1 867  | 15,04 | 7,97 | 6           | 4             |
|                    | Parti social-démocrate d'Autriche (SPÖ)                | 1 744  | 14,05 | 3,19 | 6           | 2             |
|                    | NEOS - La nouvelle Autriche et le Forum libéral (NEOS) | 675    | 5,44  | 1,21 | 2           | 1             |
|                    | Parti de la liberté d'Autriche (FPÖ)                   | 476    | 3,83  | 1,17 | 1           | 1             |
|                    | Notre Baden jusque 2025                                | 128    | 1,03  | Nv.  | 0           | en stagnation |
|                    |                                                        |        |       |      |             |               |
| Suffrages exprimés | Suffrages exprimés                                     | 12 413 |       |      |             |               |

## Culture

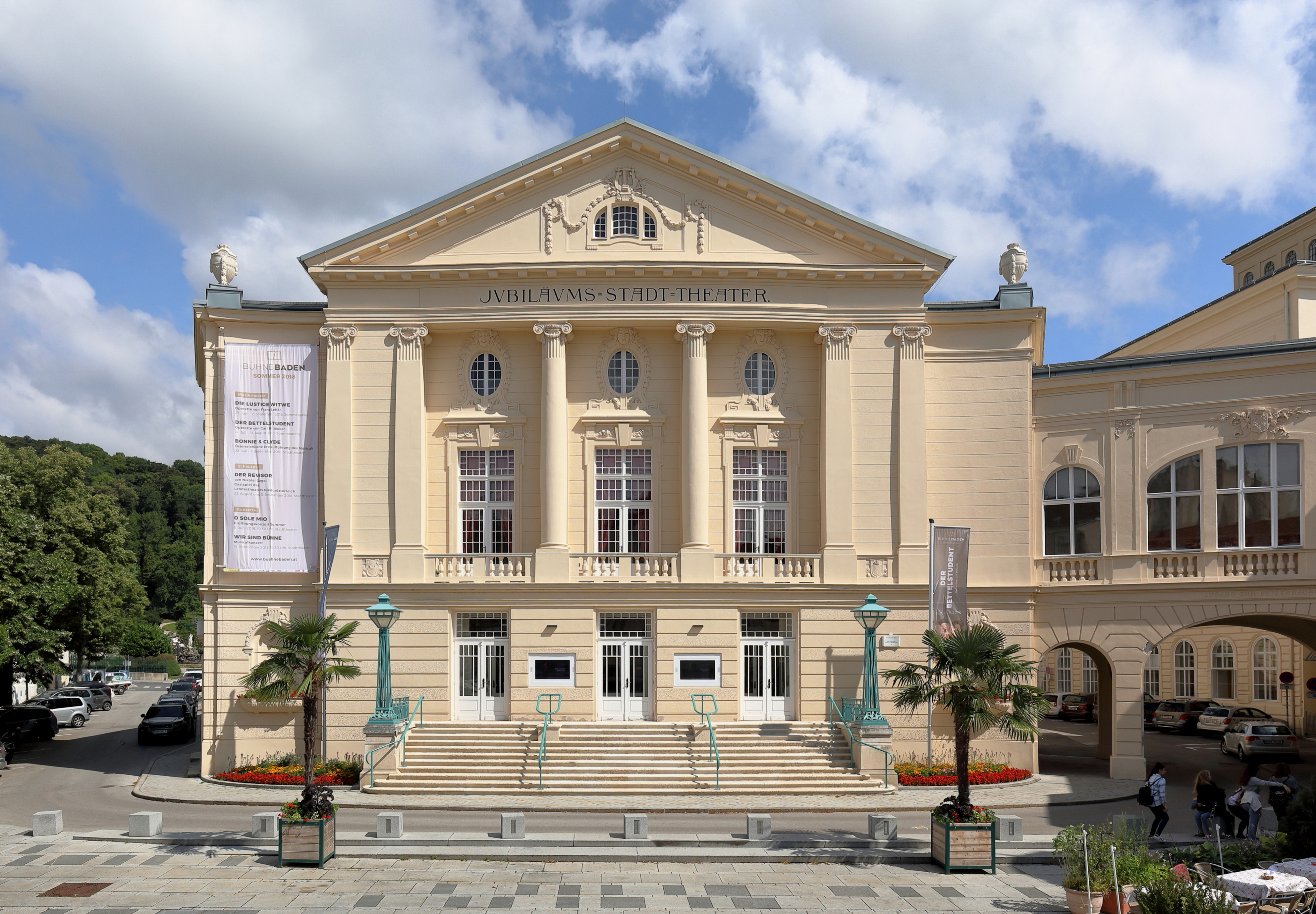
Le théâtre municipal.

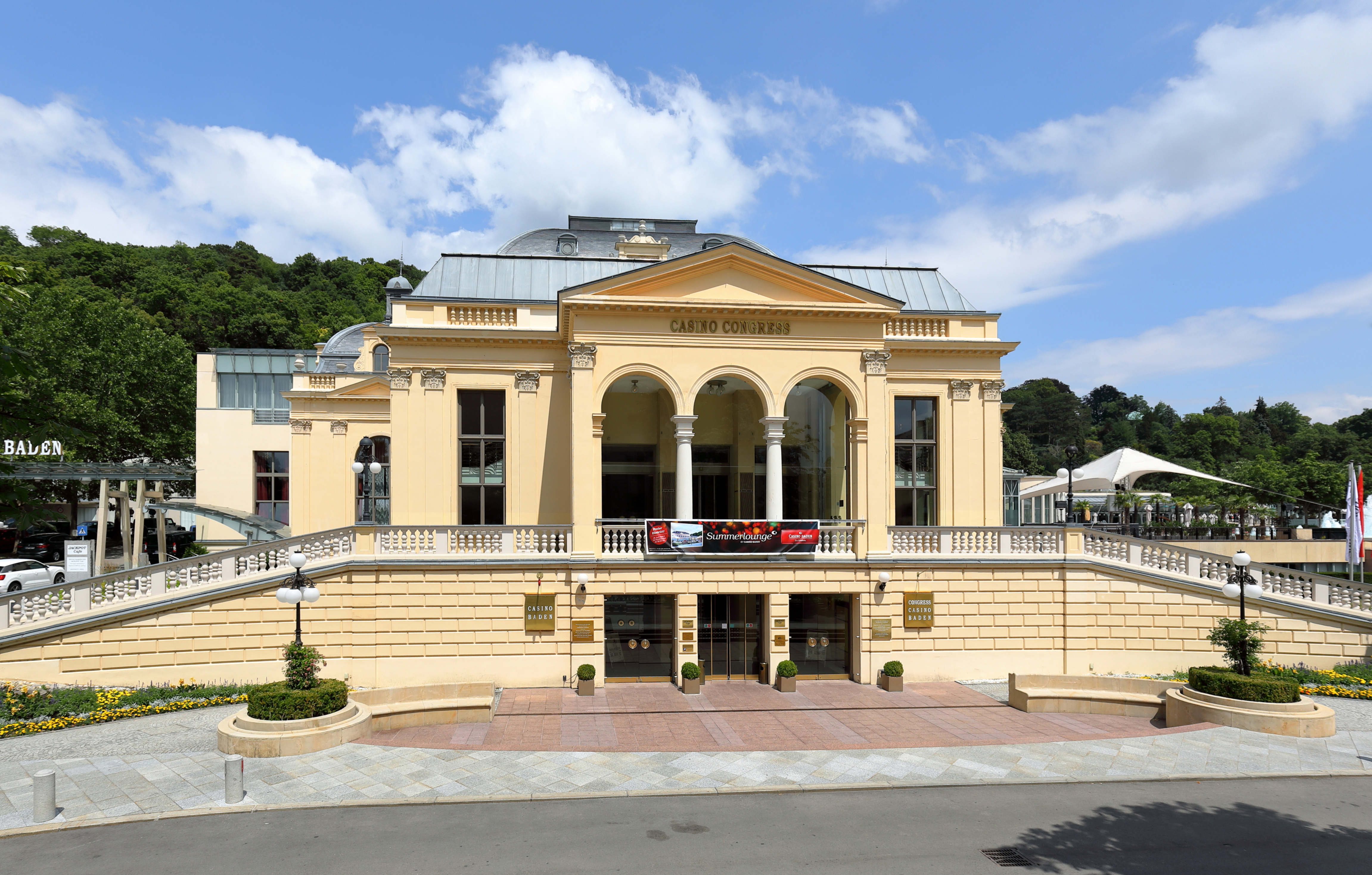
Le casino.

Grâce à ses sources chaudes, connues depuis l'Antiquité, Baden est une importante station thermale et une destination appréciée notamment pour les habitants de la capitale Vienne. Son apparence actuelle est encore principalement marquée par les bâtiments en style Biedermeier, une variante de l'architecture néo-classique. Profitant de sa situation favorable au pied du Wienerwald, la ville a également le statut d'une station climatique. 

## Personnalités
- Ignaz Vitzthumb (1724–1816), musicien, compositeur et chef d'orchestre ;
- Leopold von Meyer (1816–1883), pianiste et compositeur ;
- Marianne Hainisch (1839–1936), féministe ;
- Heinrich von Lützow (1852–1935), diplomate ;
- Katharina Schratt (1853–1940), actrice ;
- Rosa Papier (1859–1932), chanteuse d’opéra ;
- Karl Landsteiner (1868–1943), biologiste et médecin ;
- Mizi Griebl (1872–1952), actrice et une chanteuse ;
- Hugo Bettauer (1872–1925), journaliste et écrivain ;
- Max Reinhardt (1873–1943), acteur, metteur en scène de théâtre et réalisateur ;
- Josef Frank (1885–1967), architecte ;
- Vincent Bach (1890–1976), fondateur de l'entreprise Vincent Bach Corporation de fabrication d'instruments de musique ;
- Albert de Teschen (1897-1955), militaire et un homme politique ;
- Lucie Englisch (1902–1965), actrice ;
- Charles-Louis d'Autriche (1918–2007), cinquième enfant de l'empereur Charles Ier et de Zita de Bourbon-Parme ;
- Erik Werba (1918–1992), compositeur et pianiste ;
- Maximilian Melcher (1922–2002), artiste plasticien et professeur ;
- Bert Fortell (1924–1996), acteur ;
- Eduard Melkus (né en 1928), violoniste, altiste, musicologue et pédagogue ;
- Arnulf Rainer (né en 1929), peinte ;
- Marlene Streeruwitz (née en 1950), écrivain, romancière, poétesse et nouvelliste ;
- Heinz Becker (né en 1950), homme politique ;
- Gerald Messlender (1961–2019), footballeur ;
- Thomas Vanek (né en 1984), joueur de hockey sur glace ;
- Erwin Hoffer (né en 1987), footballeur.